# 科列諾夫斯克區

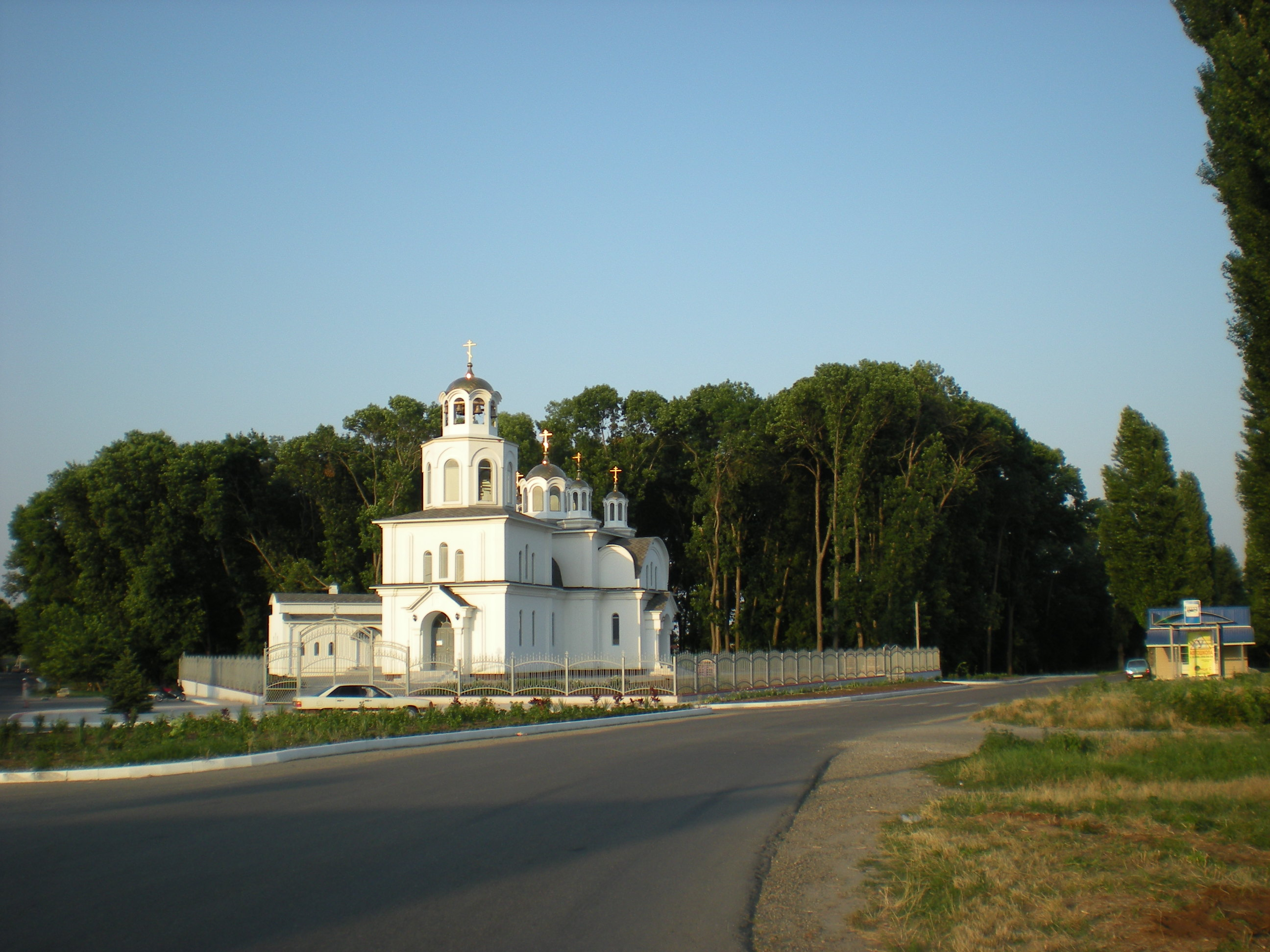

45°27′57″N 38°27′04″E / 45.46583°N 38.45111°E
科列諾夫斯克區（俄语：Кореновский район），是俄羅斯的一個區，位於該國西南部，由克拉斯諾達爾邊疆區負責管轄，面積1,433平方公里，2010年人口85,264，人口密度每平方公里59.5人。